# Litoria peronii
Litoria peronii és una espècie de granota del gènere Litoria de la família dels hílids. Originària d'Austràlia.